# Jönköping (bydel)
 For alternative betydninger, se Jönköping. (Se også artikler, som begynder med Jönköping)
Jönköping er en tidligere selvstændig svensk by, beliggende ved søen Vätterns sydlige og sydvestlige bred i byområdet Jönköping.  Den oprindelige Jönköping by udgør i dag en "kommunedelsgruppe" bestående af Jönköping Söder, Jönköping Väster og Jönköping Öster.  I 2004 var den gamle Jönköping bys indbyggertal 54.565.  Allerede i 1950'erne var byen vokset sammen med Huskvarna, og byerne blev administrativt lagt sammen i 1971, da Jönköpings kommune blev dannet.  Jönköpings län er opkaldt efter byen.
Jönköping ligger ved motorvej E4, der løber gennem dele af bebyggelsen, hvilket har sat sit præg på bybilledet.
Byen er delt i to af søen Munksjön og en relativt kort kanal, der forbinder Munksjön med Vättern.  Fem broer forbinder de to bydele, deraf en jernbanebro samt en gang- og cykelbro.  I 2006 færdiggøres den nye Munksjöbron mellem den vestlige og østlige bydel.
Oprindelig blev byen anlagt vest for ovennævnte kanal, men efter at være brændt ned til grunden i 1612, flyttede den til øst for kanalen.  Indtil 1890'erne udgjorde den østlige bydel derfor byens hoveddel, og er fortsat handelsmæssigt centrum.
Søen Rocksjön er den mindste af Jönköpings to søer.  Området omkring søen er let bebygget, delvist på grund af bevaringsplaner, hvori også Munksjön indgår.  Kanalerne, der forbinder de to søer med Vättern, er udgravet for at vandet kan cirkulere.
Jönköping kaldes tändsticksstaden (tændstikbyen) på grund af Jönköpings tändsticksfabriks succes fra slutningen af 1800-tallet med sine sikkerhedstændstikker.  I glasårene var der fem tændstikfabrikker i byen.

## Kendte borgere
- John Bauer, illustrator, maler
- Agnetha Fältskog, medlem af popgruppen ABBA
- Dag Hammarskjöld, generalsekretær i FN
- Nina Persson, medlem af popgruppen The Cardigans
- Viktor Rydberg, forfatter
- Carl Peter Thunberg, botaniker
- Göran Hägglund, partileder af Kristdemokraterna